# Drepanocentron nahucha
Drepanocentron nahucha är en nattsländeart som beskrevs av Schmid 1982. Drepanocentron nahucha ingår i släktet Drepanocentron och familjen Xiphocentronidae. Inga underarter finns listade i Catalogue of Life.